# 明开
明开（1097年—1103年）是大理国皇帝段正淳的第二個年号，共计7年。
年號名稱，雲南文獻有作「明開」，有作「開明」，根据2004年通海白塔心出土碑刻《戒明墓碑》，可知年号为“明开”，且用至明开七年。諸葛元聲《滇史》缺明開年號。
雲南文獻皆作明開年號為段正淳第二個年號，唯李兆洛《纪元编》作第一個年号，在天授之前。
起訖年，方詩銘、李崇智、段玉明、李家瑞作1097年－1102年，王雲、黃德榮作1097年－1103年。

## 年號及改元出處
- 倪輅《南詔野史》：「宋紹聖三年（1096），受高氏禪，號後理國，改元天授，又改元開明、天正等號。……禪位為僧，在位十三年。」
- 胡蔚《增訂南詔野史》：「宋哲宗丙子紹聖三年（1096）復得國，即位，號後理國，……明年（1097），改元天授，又改元開明、天政、文安。……徽宗戊子大觀二年（1108），正淳禪位為僧，在位十二年。」
- 王崧《雲南備徵志》：「宋哲宗紹聖三年（1096）即位，改元天授。……丁丑（1097），改元開明。……壬午（1102）……次年（1103），改元天正。……戊子（1108），帝禪位為僧，在位十三年。」
- 諸葛元聲《滇史》：「段氏十五世正淳，以宋哲宗紹聖三年丙子（1096）立，改元天授。……丁丑（1097），正淳改元文安。在位十三年，避位為僧。」
- 李京《雲南志略》：「政明之子政淳立，改元天授、明開、大政（陶宗儀《說郛》作天政）、文安。在位十三年。」
- 楊慎《滇載記》：「正淳復國，改元天授。……立十三年，再改元曰開明、文安。」
- 馮蘇《滇考》：「正淳改元天授。……又改元明開、天政、文安，在位十二年，避為僧。」
- 《白古通記淺述》：「立段氏子正淳，是為後理國。……正淳在位十三年。」
- 高奣映《雞足山志》卷六：「如訓公於後理開明五年，即宋建中靖國元年辛巳，欲思出蜀歸宋。」
- 《隴西氏比丘釋戒明之碑》：「明開七年立冬十九日遷亡……癸未御歲仲冬十六日立。」

## 纪年
| 明开 | 元年   | 二年   | 三年   | 四年   | 五年   | 六年   | 七年   |
| ---- | ------ | ------ | ------ | ------ | ------ | ------ | ------ |
| 公元 | 1097年 | 1098年 | 1099年 | 1100年 | 1101年 | 1102年 | 1103年 |
| 干支 | 丁丑   | 戊寅   | 己卯   | 庚辰   | 辛巳   | 壬午   | 癸未   |

## 同期存在的其他政权年号
- 中國
  - 紹聖（1094年－1098年）：宋－宋哲宗趙煦之年號
  - 元符（1098年－1100年）：宋－宋哲宗趙煦、宋徽宗趙佶之年號
  - 建中靖國（1101年）：宋－宋徽宗趙佶之年號
  - 崇寧（1102年－1106年）：宋－宋徽宗趙佶之年號
  - 壽昌（1095年－1101年）：遼－遼道宗耶律洪基之年號
  - 乾統（1101年－1110年）：遼－遼天祚帝耶律延禧之年號
  - 天祐民安（1090年－1097年）：西夏－夏崇宗李乾順之年號
  - 永安（1098年－1100年）：西夏－夏崇宗李乾順之年號
  - 貞觀（1101年－1113年）：西夏－夏崇宗李乾順之年號
- 越南
  - 會豐（1092年－1100年）：李朝－李乾德之年號
  - 龍符元化（1101年－1109年）：李朝－李乾德之年號
- 日本
  - 嘉保（1095年－1097年）：堀河天皇之年号
  - 永長（1097年－1097年）：堀河天皇之年号
  - 承德（1097年－1099年）：堀河天皇之年号
  - 康和（1099年－1104年）：堀河天皇之年号